# チェンジ・ザ・ワールド (スムルースのアルバム)
『チェンジ・ザ・ワールド』は、スムルースの4枚目のスタジオ・アルバム。

## 概要
- 本作を最後に、ドラムの中嶋伸一朗が脱退。

## 収録曲
全作詞・作曲:徳田憲治、編曲:スムルース (#1,4-10)、奥田英貴&スムルース (#2)、大島崇敬&スムルース (#3)、井尻希樹&スムルース (#11)
1. チェンジ・ザ・ワールド (4:01)
2. 虹色の予感 (4:24)
9thシングル。
3. インストールラバー (3:23)
4. 何もない日々 (4:59)
5. 商店街とあなた (4:23)
6. デコとボコ (4:11)
7. 知りません。 (4:32)
8. バイバイ (2:23)
9. コオリガコオル (4:26)
10. 家族のシワシワ (3:19)
11. ドラマ (6:10)